# 만경목

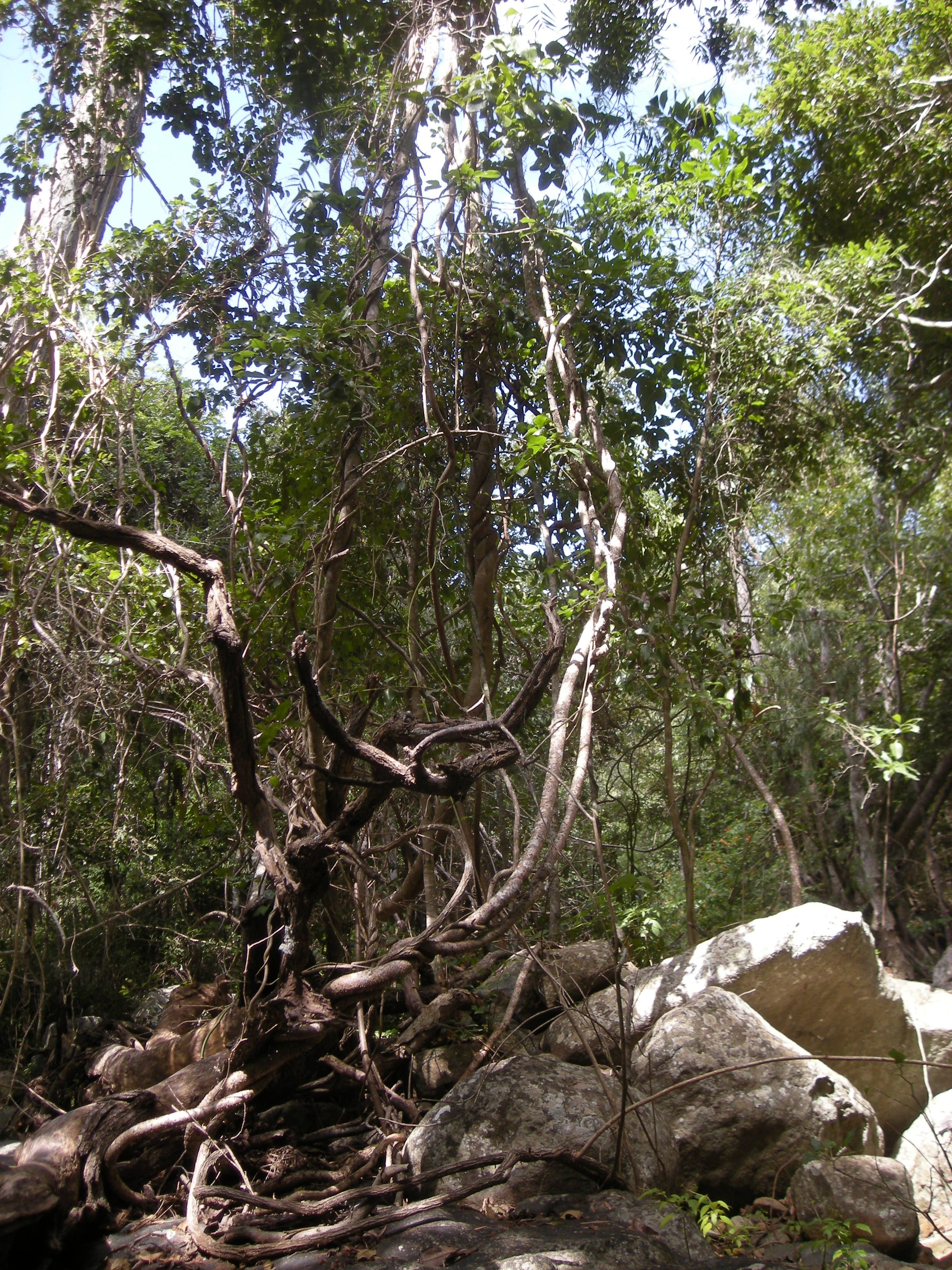
호주의 한 열대우림의 만경목 뭉치. 여러 종의 만경목들이 구분도 불가능할 정도로 서로 엉켜 있다.

만경목(蔓莖木)은 덩굴식물인 목본식물이다. 땅에 뿌리를 내리고 주변의 교목 따위 수직 지지대가 될 만한 것을 휘감고 태양광을 많이 받을 수 있는 임관 위까지 뻗어나가는 식으로 생활한다. 만경목은 열대·아열대 습윤활엽수림, 특히 그 중에서도 열대 계절림을 대표하는 식물 생장 방식이지만 온대우림에서도 발견된다. 칡덩굴이나 포도덩굴이 대표적인 온대우림 만경목이다.
만경목은 교목의 풍해를 막아줄 수도 있지만, 어디까지나 태양광, 수분, 토양 영양분을 두고 교목과 경쟁하는 관계다. 만경목이 없는 교목은 열매를 150% 더 맺을 수 있으며, 만경목에 휘감긴 교목은 그렇지 않은 교목에 비해 말라죽을 확률이 두 배 이상 높다.
교목, 관목, 아관목 등의 용어가 그러하듯이 만경목이라는 용어 역시 분류학적이라기보다는 형태학적인 용어다. 유전적 관계가 전무한 많은 과들에서 만경목들이 발견된다.